# Estadi Pocitos
L'Estadio Pocitos era un estadi multiusos de Montevideo, Uruguai. En aquest estadi hi jugava els partits CA Peñarol, club de futbol propietari del recinte, entre 1921 i 1933. Va ser enderrocat durant els anys 1930 per dues raons: perquè Peñarol va començar a jugar els partits locals a l'Estadio Centenario, i per la urbanització creixent de Montevideo.
Aquest estadi va ser un dels primers camps de futbol amb grades el·líptiques, com passa en els teatres grecs antics. S'ha afirmat que l'Estadio Centenario es va planificar com una "versió gegant" d'aquest recinte.
L'Estadio Pocitos està inclòs en un llibre alemany sobre els 40 estadis més influents de la història.

## Esdeveniments

### Copa del Món de 1930
El primer gol en una Copa del Món el va marcar en aquest estadi el jugador francès Laurent. Va ser en un partit entre França i Mèxic, era un dels dos partits que van estrenar el Mundial del 1930 (l'altre ser va a l'Estadio Gran Parque Central, entre els Estats Units i Bèlgica, a la mateixa hora).
Del Mundial de 1930, en aquest estadi es van jugar dos partits:
| França                                              | 4–1     | Mèxic       |
| --------------------------------------------------- | ------- | ----------- |
| L. Laurent 19' · Langiller 40' · Maschinot 43', 87' | Informe | Carreño 70' |

| Romania                            | 3–1     | Perú               |
| ---------------------------------- | ------- | ------------------ |
| Deşu 1' · Stanciu 79' · Kovács 89' | Informe | Souza Ferreira 75' |